# München-Haar Disciples
Die München-Haar Disciples, offiziell Disciples München-Haar e. V. von 1990, sind ein im Jahre 1990 gegründeter Baseball-Verein aus Haar bei München. Die erste Herrenmannschaft des Clubs spielt in der Baseball-Bundesliga. Die erste Mannschaft der Damen spielt ebenfalls in der ersten Softball-Bundesliga.

## Geschichte
Der Verein wurde am 20. Juni 1990 von zehn Personen gegründet. Gut ein Jahr später, am 21. April 1991, trug das Team sein erstes Spiel gegen die Munich Brewers aus.
Anlässlich des 20-jährigen Vereins-Jubiläums verlieh der erste Bürgermeister Helmut Dworzak dem Präsidenten Todd Covell am 16. Januar 2011 die Ehrenbürgerschaft der Gemeinde Haar.
2018 wurde der Verein mit dem „Grünen Band“ ausgezeichnet – eine bundesweit anerkannte Ehrung für vorbildliche Talentförderung im Vereinssport. Damit wurde das langjährige Engagement in der Nachwuchsarbeit und der Aufbau einer starken Jugendentwicklung offiziell gewürdigt.
Im Jahr 2025 stellte sich der Verein organisatorisch neu auf und führt seither ein gemeinschaftliches Leitbild unter dem Motto #uniteD, das für Zusammenhalt und Erneuerung steht.

## Disciples Ballpark
Nach ihrer Gründung im Jahr 1990 nutzten die München-Haar Disciples zunächst den Sportplatz Wieselweg in Haar als Heimspielstätte. Dieser Platz, ursprünglich ein kleiner Ascheplatz mit Rasenspielfeld, wurde von der Fußballabteilung des TSV Haar aufgegeben und für den Baseballbetrieb umgebaut. Die Disciples spielten dort bis zur Fertigstellung ihres neuen Stadions.
Im Jahr 2001 zogen die Disciples in den neu errichteten Ballpark Eglfing um, der sich im Ortsteil Eglfing von Haar befindet. Seitdem dient dieser Baseballpark als Heimstätte des Vereins.

## Entwicklung und Aufstieg
Baseball
- Gründung und erste Jahre: Der Verein wurde am 20. Juni 1990 gegründet und trug sein erstes Spiel am 21. April 1991 gegen die Munich Brewers aus.
- Aufstieg in die 1. Bundesliga: Im Jahr 2006 gelang der ersten Herrenmannschaft der Aufstieg in die 1. Baseball-Bundesliga.
- Etablierung in der Bundesliga: Seit dem Aufstieg hat sich das Team in der höchsten deutschen Spielklasse etabliert und mehrfach die Playoffs erreicht, darunter 2010, 2011, 2012, 2013, 2014, 2015 und 2017.

Softball
- >Aufstieg in die 1. Bundesliga: Die erste Damenmannschaft stieg im Jahr 2004 in die 1. Softball-Bundesliga auf.

- Erfolge in der Bundesliga: Zwischen 2007 und 2011 wurde das Team mehrfach Vizemeister der Bundesliga Staffel Süd und erreichte 2009 den dritten Platz bei der Deutschen Meisterschaft.

## Mannschaften
U10 Kinder (Schüler Coach Pitch)
U12 Kinder (Schüler Live Pitch)
U15 Jungen (Jugend)
U16 Mädchen (Jugend)
U18 Jungen (Junioren)
BBQ Mixed Freizeit Team
Damen 2 – Landesliga
Damen 1 – Bayernliga
Herren 2 – Bayernliga Baseball
Herren 1 – Deutsche Baseball Liga

## Erfolge
Softball
1. Damenmannschaft
- 2004:     Aufstieg in die 1. Bundesliga
- 2007–2011:     Vizemeister Bundesliga Staffel Süd
- 2008:     4. Platz Deutsche Meisterschaften
- 2009:     3. Platz Deutsche Meisterschaft
- 2011:     4. Platz Deutsche Meisterschaft
- 2013:     Finalist Deutschlandpokal
- 2015–2018:     Teilnahme an den Play-offs der 1. Bundesliga
- 2019–2021:     Bayerischer Meister in der Bayernliga Softball

Juniorinnen (U19)
- 2009–2011:     Bayerischer Meister
- 2010:     3. Platz Deutsche Meisterschaft
- 2011:     4. Platz Deutsche Meisterschaft
- 2016:     Vizemeister Deutsche Meisterschaft
- 2017:     2. Platz Deutsche Meisterschaft
- 2018:     3. Platz Deutsche Meisterschaft

Jugend (U16)
- 2012:     Vizemeister Deutsche Meisterschaft (als SG Haar Disciples / Ingolstadt     Schanzer)
- 2013:     Deutscher Meister
- 2017:     Vizemeister Deutsche Meisterschaft (als SG Haar Disciples / Rosenheim     89ers)
- 2019:     Deutscher Indoor Meister
- 2024:     Bayrische Indoor Meister

Baseball
1. Herrenmannschaft
- 2006:     Aufstieg in die 1. Bundesliga
- 2010–2015:     Teilnahme an den Play-offs der 1. Bundesliga
- 2017:     Halbfinale der 1. Bundesliga
- 2018:     2. Platz in der Vorrunde der 1. Bundesliga
- 2024:     Erreichen der zweiten Runde im Deutschlandpokal

2. Herrenmannschaft
- 2017:     Meister der 2. Bundesliga

Junioren (U18)
- 2010:     Bayerische Meister
- 2010:     2. Platz Deutsche Meisterschaft
- 2011:     Bayerische Meister
- 2011:     3. Platz Deutsche Meisterschaft

- 2018:     Bayerischer Vizemeister
- 2024:     Bayerischer Meister
- 2024:     4. Platz Deutsche Meisterschaft
- 2025:     Bayerischer Meister